# Kurabit
Das Kurabit, auch Kuraibi genannt, ist ein Schild aus Indonesien.

## Beschreibung
Das Kurabit besteht aus Holz. Der Schild ist unterschiedlich breit gearbeitet. Am oberen Teil beginnt er breit und wird zur Mitte hin schmaler. Die Mitte ist verbreitert und danach wird es zum unteren Ende hin schmaler und läuft stumpf oder spitz aus. Etwa in der Mitte ist eine halbe Schale einer Kokosnuss als Schildbuckel auf dem Schild angebracht, um das Loch abzudecken, das beim Ausschnitzen des Handgriffes entsteht. Die Kokosnussschale ist mit Rattanbändern am Schild befestigt. In der Regel ist das Kurabit mit geometrischen Mustern verziert, die auf den Schild aufgemalt werden. Die Malereien sind auf beiden Seiten des Schildes angebracht und meist herrschen die Farben Rot, Schwarz und Weiß vor. Das am meisten benutzte Muster ist die Spirale (indon. Patogalik). Es gibt aber auch Darstellungen von menschlichen Figuren oder Echsen. Die Farben werden aus natürlichen Farbstoffen selbst hergestellt. Für die Farbe Rot benutzt man die Frucht des Kalumangan-Baumes, für Schwarz verschiedene, gemischte Pflanzensäfte. Seit dem Ende der Kopfjagden und der Stammesfehden am Anfang des 20. Jahrhunderts werden die Karabit immer seltener. Ältere Exemplare sind weit schmaler als neuere oder heutige Exemplare. Das Kurabit wird von Ethnien aus Indonesien benutzt.